# 布什圖爾山
48°27′50.4″N 23°55′37.2″E / 48.464000°N 23.927000°E
布什圖爾山是烏克蘭的山峰，位於該國西部，處於伊萬諾-弗蘭科夫斯克州和外喀爾巴阡州接壤的邊界，屬於烏克蘭喀爾巴阡山脈中戈爾加內山脈的一部分，海拔高度1,691米。